# 斑纹犁头鳐
斑纹犁头鳐（学名：Rhinobatos hynnicephalus），又稱犁頭琵琶鱝（Ringstraked guitarfish），俗名飯匙鯊，是犁头鳐属的一種鱼类，被IUCN列為瀕危保育類動物。

## 分布
犁頭琵琶鱝分布於西北太平洋區（包括日本南部及朝鲜西南海区）以及南海、东海、黄海等海域。该物种的模式产地在广东沿海。

## 深度
水深20至80公尺。

## 特徵
本魚體扁平而延長，吻部為尖突的三角形，眼上位。魚體背面棕褐色，遍布深色橢圓斑，並具顆粒狀硬短棘，腹面淡色。體長可達53公分。

## 生態
本魚棲息於亞熱帶及溫帶近海沙泥底質水域，屬肉食性，以小魚和甲殼類為食，卵胎生。

## 經濟利用
食用魚，魚鰭可做魚翅，魚肉可做生魚片或其他料理。